# 尾形誠規
尾形 誠規（おがた せいき、1959年 - ）は、日本の出版人、編集者、作家。鉄人社代表取締役・「裏モノJAPAN」元編集長。

## 略歴
1959年、兵庫県に生まれる。法政大学を卒業後、『ラジオパラダイス』初代編集長（1985年10月創刊号～1989年5月号）など三才ブックスの編集部員等を経て、1998年に仲間数名と鉄人社を創立し、月刊誌「裏モノJAPAN」を創刊する。

## 著書
- 『美談の男 - 冤罪袴田事件を裁いた元主任裁判官・熊本典道の秘密』（鉄人社、2010）
- 『袴田事件を裁いた男 - 無罪を確信しながら死刑判決文を書いた元判事の転落と再生の四十六年』（朝日新聞出版、2014）
- 『完全版 袴田事件を裁いた男 - 無罪を確信しながら死刑判決文を書いた元エリート裁判官・熊本典道の転落』（朝日新聞出版、2023）

## 編集
●『コサキン小堺一機、関根勤のら゛』TBSラジオ スーパーギャングｰコサキン無理矢理100％（三才ブックス、1987年）
★以下は全て鉄人社
●『キミは他人には鼻毛が出てますよ言えるか』北尾トロ（2000年）
●『裁判長！ここは懲役４年でどうすか-100の空論より一度のナマ傍聴』北尾トロ（2003年）
●『韓国映画 この容赦なき人生～骨太コリアンムービー熱狂読本』宮藤官九郎、オダギリジョー他（2011年）
●『観ずに死ねるか！傑作ドキュメンタリー88』みうらじゅん、二階堂ふみ他(2013年)
●『観ずに死ねるか！傑作青春シネマ邦画編』バカリズム、長澤まさみ他(2014年)
●『観ずに死ねるか！傑作絶望シネマ88』西村賢太、能町みね子他(2015年)
●『観ずに死ねるか！傑作音楽シネマ』尾崎世界観、鮎川誠他(2016年)
●『映画になった実話』シリーズ

## 参考
- 『完全版 袴田事件を裁いた男』（朝日新聞出版、2023）